# Genèse de l'islam
 (juillet 2023).
La mise en forme du texte ne suit pas les recommandations de Wikipédia : il faut le « wikifier ».
Les points d'amélioration suivants sont les cas les plus fréquents. Le détail des points à revoir est peut-être précisé sur la page de discussion.
- Les titres sont pré-formatés par le logiciel. Ils ne sont ni en capitales, ni en gras.
- Le texte ne doit pas être écrit en capitales (les noms de famille non plus), ni en gras, ni en italique, ni en « petit »…
- Le gras n'est utilisé que pour surligner le titre de l'article dans l'introduction, une seule fois.
- L'italique est rarement utilisé : mots en langue étrangère, titres d'œuvres, noms de bateaux, etc.
- Les citations ne sont pas en italique mais en corps de texte normal. Elles sont entourées par des guillemets français : « et ».
- Les listes à puces sont à éviter, des paragraphes rédigés étant largement préférés. Les tableaux sont à réserver à la présentation de données structurées (résultats, etc.).
- Les appels de note de bas de page (petits chiffres en exposant, introduits par l'outil «  Source ») sont à placer entre la fin de phrase et le point final[comme ça].
- Les liens internes (vers d'autres articles de Wikipédia) sont à choisir avec parcimonie. Créez des liens vers des articles approfondissant le sujet. Les termes génériques sans rapport avec le sujet sont à éviter, ainsi que les répétitions de liens vers un même terme.
- Les liens externes sont à placer uniquement dans une section « Liens externes », à la fin de l'article. Ces liens sont à choisir avec parcimonie suivant les règles définies. Si un lien sert de source à l'article, son insertion dans le texte est à faire par les notes de bas de page.
- La présentation des références doit suivre les conventions bibliographiques. Il est recommandé d'utiliser les modèles {{Ouvrage}}, {{Chapitre}}, {{Article}}, {{Lien web}} et/ou {{Bibliographie}}. Le mode d'édition visuel peut mettre en forme automatiquement les références.
- Insérer une infobox (cadre d'informations à droite) n'est pas obligatoire pour parachever la mise en page.

Pour une aide détaillée, merci de consulter Aide:Wikification.
Si vous pensez que ces points ont été résolus, vous pouvez retirer ce bandeau et améliorer la mise en forme d'un autre article.
Cet article traite de la mise en place de la religion musulmane durant sa période de mise en place (jusqu'au Xe siècle). Pour un article sur sa naissance, voir Origines de l'islam, pour un article sur l'histoire de l'Islam comme civilisation, voir Histoire de l'islam, pour un article sur les évolutions religieuses de l'islam après sa période de mise en place, voir Développements de l'islam
L'islam est une religion apparue au VIIe siècle en Arabie sous l'impulsion de son prophète, Mahomet. Dès le VIIIe siècle, un empire islamique s'est étendu de l'océan Atlantique dans l'ouest vers l'Asie centrale dans l'est. Celui-ci n'est pas resté unifié longtemps ; le nouveau régime a rapidement fini en guerre civile. Une certaine unité est conservée jusqu'au califat abbasside qui voit se morceler l'empire. Cette période peut prendre le nom de « début du monde musulman ».
L'islam se veut la restauration du monothéisme primordial, de la foi d'Adam et des prophètes communs aux trois religions abrahamiques. Mahomet voulait s'inscrire dans la continuité du judaïsme et du christianisme et attirer les croyants de ces religions. En raison de cet échec, l'islam devient une nouvelle religion.
Durant ses trois premiers siècles, l'islam, en tant que religion, se structure, se développe et met en place certains de ses traits caractéristiques, comme la charia. Ces caractéristiques ne se sont pas toutes figées et ont continué à évoluer dans le temps. Pour Benkheira, « Évidemment l’islam n’est pas l’œuvre du seul Muḥammad : on doit se faire à l’idée que l’islam s’est construit sur plusieurs siècles et n’a pas surgi, entièrement élaboré, entre 612 et 632. ».

## Début de l'islam politique
L'aspect communautaire et politique ayant une grande importance dans l'islam, nous présentons ici la naissance de la pensée religieuse de la communauté. Pendant cette période des débuts de l'Islam, « la religion et la politique furent inextricablement liées ».

### Création d'une communauté, l'Oumma
Selon la tradition musulmane, c'est à partir de 610 que Mahomet, prêche l'islam. Rejeté par les Mecquois, il s'enfuit à Yathrib (Médine) en 622 : c'est l'hégire.

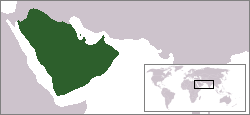
Territoire sacralisé par les musulmans. Au moment de sa mort en 632, Mahomet avait réussi à réunir toute la péninsule arabique.

Mahomet y fonde une nouvelle communauté religieuse, respectant plusieurs règles communes, puis reconquiert La Mecque et meurt en 632. En tant que chef religieux et politique, Mahomet doit gérer une communauté d'émigrés de la Mecque bientôt rejoints par des convertis de Médine. Très vite, l'islam devient donc à la fois une croyance et un code de vie socioéconomique. Les convertis ont des origines et cultures différentes. L'islam fait fusionner ces différences en une seule communauté, sans faire de distinction entre eux. De l'oumma découle une notion de solidarité entre les musulmans.
La communauté se structure autour des seules valeurs religieuses, sans référence aux clans ni tribus. Le lien unissant les fidèles n'est plus le lien du clan, mais le lien de la communauté de croyance. Les principes d'équité, d'égalité, et de justice sociale sont mis en avant. La communauté se structure autour de l'oumma : communauté des croyants, en opposition aux clans et divisions. Mahomet se positionne dans la continuité du christianisme et du judaïsme ; un célèbre hadith de Mahomet dit : « Il n'y a pas de différence entre un Arabe et un non-Arabe, ni entre le Blanc et le Noir, si ce n'est par la piété ».

### Genèse du califat
Peu après la mort de Mahomet, la communauté musulmanes se fissure autour des questions de la succession de Mahomet. Un proche compagnon de Mahomet, Abou Bakr est reconnu comme le premier calife en absence d'Ali ibn Abi Talib, cousin et gendre du prophète. Durant son gouvernement, Abou Bakr envahit l'ensemble de la péninsule arabique.

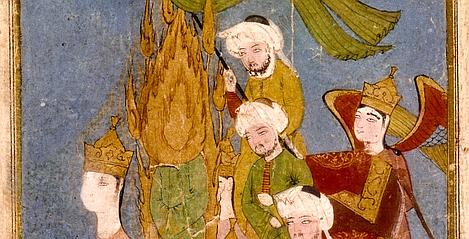
Mahomet et les trois premiers califes Abou Bakr, Omar et Othman.

Les successeurs de Mahomet, les califes, conquièrent de nombreux territoires. À partir de 661, ils appartiennent a la famille des Omeyyades, qui installe sa capitale à Damas en Syrie. En 750, une révolte chasse les Omeyyades du pouvoir et les Abbassides s'installent a la tête de l'empire musulman jusqu’en 1258 . Ils transfèrent leur capitale à Bagdad en Irak. Malgré ces difficultés, la dynastie abbasside survit jusqu’au XIIIe siècle lorsque les Mongols assènent le coup de grâce en détruisant la capitale Bagdad et cela dans l’indifférence du monde musulman, ce qui atteste de l'explosion de la vision politique communautaire originelle.

### Ruptures religieuses de la Communauté
Les querelles de succession sont à l'origine des premières division de l'Oumma. d’un côté Ali, gendre et fils adoptif de Mahomet, et de l’autre Abû Bakr, beau-père de Mahomet, mais parent assez lointain. Dans cette querelle, les kharijites refusent tout caractère dynastique au titre de calife, celui-ci devant être élu.
Au VIIe siècle, naissent les trois courants : sunnisme, chiisme et kharidjisme Ces oppositions et divisions ont entraîné «une grande diversité de doctrine» à laquelle les courants ont répondu dans l'énonciation du dogme et par le développement de la réflexion théologique.

## Genèse de la figure de Mahomet
Les historiens de l'Antiquité et de l'Antiquité tardive sont souvent confrontés à la rareté, voire à l'unicité des sources d'information. La première source d'information sur la vie de Mahomet est le Coran, qui donne peu d'informations, et dont l'historicité est également sujette à caution,.
Dans L'Islam en débats, Françoise Micheau précise qu'« Il faut attendre la fin du VIIe siècle pour trouver le nom de Muhammed ». Cette thèse trouve deux recensions du même auteur, Mehdi Azaiez, dont l'une très critique et l'autre plus descriptive. Frédéric Imbert qui exploite les mêmes sources est plus réservé sur cette question ; il considère que cette apparition tardive témoigne d'une évolution dans l'expression de la foi
La sîra et les hadiths, mis par écrit par des écrivains des deuxième, troisième et quatrième siècles de l'ère musulmane (approximativement du IXe au XIe siècle de l'ère commune.),, sont à la base des biographies de Mahomet. Néanmoins, la fiabilité historique de ces sources est remise en cause par certains chercheurs. Il est aujourd'hui attesté que certains hadiths ont été transmis par des chaînes de transmission orale reconstruites tardivement. Les hadiths présentent la vision de Mahomet du IXe siècle et participent donc à la mise en place d'une figure de prophètes qui s'inscrit dans la continuité de prophètes du judaïsme, comme Moïse. Pour Anne-Marie Delcambre, l'époque abbasside voit la transformation de la figure de Mahomet de « chef politique tribal » en « prophète avant tout religieux ». Selon elle, cette évolution se serait accompagnée de la fabrication d'une vie exemplaire pour lui-même et ses compagnons.

## Genèse du Coran

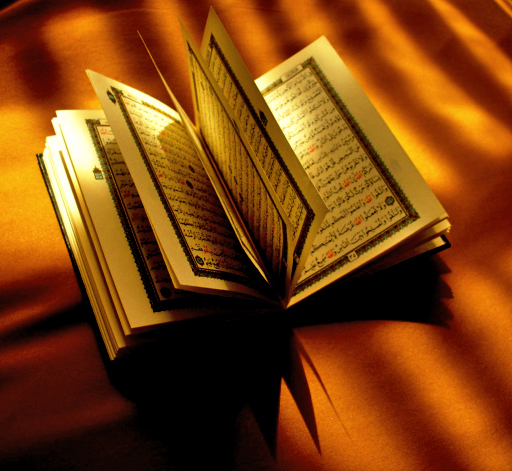
Le Coran

Le Coran est incréé dans la tradition musulmane : ce n'est pas une production humaine, mais la parole de Dieu transmise à son prophète par l'archange Gabriel. Selon la tradition musulmane, le Coran s'est transmis originellement de manière orale avant d’être mis à l'écrit quelques années plus tard sous Abou Bakr. Le Coran aurait été unifié sous 3e calife, entre 644 et 646, 12 ans après la mort du Prophète (en 632).
Les historiens sont en désaccord quant à la mise à l'écrit du Coran : certains comme François Déroche ou John Burton estiment que le Coran fut mis à l'écrit à l'époque de Mahomet. À l'opposé, d'autres historiens estiment qu'il fut mis à l'écrit entre 685 et 715 à l'image de William Montgomery Watt ou Alfred-Louis de Prémare. Pour certains, différents éléments donnent à penser que le Coran actuel serait le fruit d'une longue élaboration.
Les études du linguiste Robert Kerr permettent une nouvelle approche de l'histoire coranique. L'étude, aussi bien paléographique que philologique, des inscriptions sur pierre, des premières traces de langue arabe et des premiers exemplaires du Coran lui permet d'affirmer que les premiers exemplaires du Coran ne sont pas écrits en alphabet sud-arabique mais en arabe d'Arabie Pétrée (Syrie, Jordanie, Iraq actuelles). Pour lui, en l'état actuel de la recherche, «le Coran n’a [donc] pris naissance ni à La Mecque, ni à Médine»[réf. à confirmer].
L'historienne Silvia Naef explique que selon elle, il n'existerait pas différentes couches rédactionnelles dans le Coran mais que seul l'apparition de points diacritiques a pu modifier les différentes divergences et canoniser la lecture du Coran au VIIIe siècle . Cette question des signes diacritiques était encore discutée par les théologiens musulmans vers l'an 1000.

## Genèse des croyances musulmanes
Si la prédication d'une nouvelle doctrine se développe du vivant de Mahomet, « on estime en général que le dogme ne s’est développé qu’à partir du califat de ʿAlī », quatrième calife dans la seconde moitié du VIIe siècle. Cette canonisation serait liée à la séparation de l'islam en différents courants. En effet, au VIIe siècle, naissent les trois courants : sunnisme, chiisme et kharidjisme Ces oppositions et divisions ont entraîné «une grande diversité de doctrine» à laquelle les courants ont répondu dans l'énonciation du dogme et par le développement de la réflexion théologique.
Cette réflexion permit de répondre aux questions, contradictions et problèmes posés par le texte coranique et permit de «définir l'orthodoxie sunnite» Pour Sabrina Mervin, «l'adoption de l'ach'arisme [Xe-XIe siècles] acheva la construction de l'orthodoxie sunnite».
La question de la naissance du dogme a fait l'objet de nombreuses recherches dès le début du XXe siècle. Ainsi, Ignaz Goldziher considère dans son ouvrage Le Dogme et la Loi dans l'Islam que : « Ce n’est que dans les générations suivantes, […], que prennent corps, tant par des processus internes au sein de la communauté que sous les influences du milieu ambiant, les aspirations de ceux qui se sentent appelés à être les interprètes des prédications prophétiques, comblent les lacunes de la doctrine du Prophète, l'expliquent, — très souvent de façon inadéquate, — l'interprètent.»

## Genèse des cinq piliers de l'islam
L'intention principale de Mahomet, avant même la fondation de l'Oumma, était de convaincre ses contemporains de ne vénérer qu'un seul Dieu. Cette affirmation du monothéisme se retrouve dans la profession de foi du Musulman, et qui constitue le premier des cinq piliers de l'islam : « Il n'y a d'autre Dieu que Dieu (ou Allah), et Mahomet est son Prophète. »
Les cinq piliers de l'islam constituent les obligations et les préceptes fondamentaux de l'islam, obligatoires pour tous les musulmans.
- Premier pilier : chahada, unicité de Dieu et prophétie de Mahomet,
- Deuxième pilier : salat, l'accomplissement des cinq prières quotidiennes,
- Troisième pilier : saoum, le jeûne du mois de Ramadan, 9e mois du calendrier lunaire musulman,
- Quatrième pilier : zakat, impôt obligatoire pour les musulmans destiné aux pauvres de la société,
- Cinquième pilier : hajj, pèlerinage à la Mecque, au moins une fois dans la vie, si les conditions physiques et matérielles s'y prêtent[27].

Né dans un contexte judéo-chrétien, l'islam reprend certaines habitudes de ces religions. La prière reprend des formes chrétiennes et le jeûne du mois de Ramadan s'inscrit dans l'usage syriaque.

### Mise en place de la chahada
Les premières chahada connues contiennent un texte différent du texte actuel et ne mentionnent pas Mahomet « Pas de divinité sinon Dieu, pas d’associé à Lui ». La chahada peut être mise en parallèle avec les traditions juives et samaritaines de professer l'unicité de Dieu telles qu'on les retrouve avec le Chema dans le Deutéronome , ou même dans les professions nettement antichrétiennes que l'on trouve dans la littérature rabbinique ou dans le Memar Marqab des Samaritains de Samarie. On a aussi retrouvé des inscriptions chrétiennes semblables pour la première partie mais qui affirment, au contraire, la divinité du Christ, telles les inscriptions sur pierre (nombreux linteaux de Syrie par exemple).
À partir des inscriptions sur l'extérieur et l'intérieur des murs du dôme du Rocher à Jérusalem, des islamologues tentent de retrouver l'origine et l'évolution de la chahada dans les premiers temps de l'islam. Ces inscriptions sont les suivantes. À l'extérieur, « Il n'y a de dieu que Dieu. Il n'a pas d'associé. Il est l'unique, l'éternel, il n'engendre pas et n'est pas engendré, nul n'est son égal. Mahomet est le messager de Dieu ». À l'intérieur, face Sud, « Mahomet est le serviteur de Dieu et son messager », face Nord, « Ô Dieu, penche-toi sur ton messager et ton serviteur Jésus, fils de Marie », et face Est, « Le Messie, Jésus, fils de Marie, est seulement le Prophète de Dieu. »
Les premières contenant le texte actuel sont gravées dans la pierre et datent de 158 à 178 de l'hégire. Sous le règne d'Abd-el-Malik, commencé en 685, l'ajout « et Mahomet est son prophète » s'est imposé progressivement.

### Mise en place de la Salat
La prière liturgique, appelé salat, est citée dès le Coran. D'abord demandée à Mahomet, sa prière personnelle sert de base à la forme liturgique. Il s'inscrit dans la continuité des prières liturgiques juives et chrétiennes dont il a subi des influences. Ainsi, un rite des ablutions proche est connu dans le christianisme antique. Le paganisme antique est également une source d'influence mais de moindre importance,.
Jan Van Reeth a mené une étude sur la sourate Al-Fatiha commençant le Coran mais aussi la prière Salat. Selon lui, les premiers versets proviennent de liturgie chrétienne et rappellent une doxologie puis des répons psalmodiques. Ainsi, le verset 5 serait une adaptation du Deus in adjutorium meum intende, Domine ad adjuvandum me festina commençant la prière des heures. Pour lui, la sourate Al-Fatiha est un « restant de livre d'heure. »
Plusieurs versets donnent des indications horaires souvent adressées à Mahomet. Né d'une prière personnelle, elle a pris au fur et à mesure une dimension communautaire. C'est probablement à cette période qu'est rajoutée la prière médiane, séparée des autres dans la sourate II.
L'idée d'une direction de prière est présente dans l'Antiquité. Selon la tradition musulmane, la première kibla fut la même que celle du judaïsme avant un changement moins de deux ans après l'hégire. Ce changement occasionna un changement important pour les fidèles de Médine. Selon le chercheur Tor Andrea, la première kibla serait l'Est à l'instar du christianisme primitif. Selon Dan Gibson, qui se base sur la direction des qiblas pendant les cent premières années, la première ville sainte de l'islam aurait été Pétra et c'est cette ville qui serait la « mère des cités » dont parle le Coran.
Au IXe siècle, les différences, assez restreinte, entre les écoles de l'islam quant à la prière, sont atténuées par la canonisation de celle-ci lors des compilations de Hadiths. Ces divergences se situaient dans l'obligation de la langue arabe ou, par exemple, dans la place de la prière communautaire face à la prière individuelle.

### Mise en place de la Zakat
La Zakat est une pratique mise en place durant la vie de Mahomet. En raison du lien avec le mot hébreu Zakut, Schacht suggère que le principe de la Zakat provient du judaïsme,.
Le calife Abu Bakr est le premier à instituer un système officiel de zakat et a inventé le principe de la payer au représentant légitime de l'autorité. Ces mesures furent refusées par certains musulmans et furent à l'origine des guerres du Ridda,,.
Les deuxième et troisième califes, Umar bin Al-Khattab et Usman ibn Affan, ont continué la codification de la zakat. Ainsi, Uthman modifie le protocole de collecte de la zakat en décrétant que seuls les surplus étaient imposables, ce qui a eu pour effet de réduire la zakat principalement payée par les productions agricoles.
Pendant le règne d'Ali ibn Abu Talib, la question de la zakat était étroitement liée à celle de la légitimité du gouvernement. Ali et ses partisans refusèrent de payer la zakat à Muawiya I, ne reconnaissant pas sa légitimité.
La pratique islamique d'une Zakat gérée par l'État ne résista pas longtemps à Médine. Après le règne d'Omar bin Abdul Aziz (717-720 apr. J.-C.), la Zakat redevint davantage une responsabilité individuelle.
Ce point de vue a évolué tout au long de l'histoire islamique. Les musulmans sunnites considèrent l'encaissement de la zakat comme l'une des fonctions d'un État islamique.

### Mise en place du Hajj
Le pèlerinage à la Mecque est une pratique créée par Mahomet. Il aurait réuni, selon les sources coraniques, deux pèlerinages institutionnalisés, celui des bédouins pour demander la pluie après l'été et celui du printemps qui avait lieu au printemps.
Néanmoins, son rituel évolua après la mort de Mahomet. le sacrifice traditionnel des chameaux se change en un sacrifice de mouton rappelant celui d'Abraham au contact de population de culture biblique. Cette « abrahamisation » du rituel apparaît dans les Hadiths et est absente du texte coranique et donc du contexte des premiers pèlerinages.

## Genèse du droit musulman: la charia
Charia signifie « la voie ». C'est l'ensemble des règles qui régissent la vie communautaire et individuelle des musulmans. Néanmoins, les révélations du Coran s'étant arrêtées avec la mort de Mahomet, il existe d'autres sources :
- la Sunna, un recueil de récits (hadiths), relatant les actes de la vie de Mahomet. Les docteurs en droit islamique se basent sur les actes et paroles de Mahomet, Mahomet étant considéré comme un exemple à suivre. Les Hadiths et les coutumes forment la Sunna, ou tradition, à laquelle se référent les sunnites.
- le consensus (idjma`).
- le raisonnement par analogie (qiyas).

La charia est aujourd'hui basée, entre autres, sur des principes généraux et fondamentaux (principes d'équité, d'égalité et de justice sociale).
La charia nait d'un processus long de mise en place prenant place sous le gouvernement des omeyyades et des abbassides. Jusqu’au milieu du VIIIe siècle, le terme charia n'a pas encore son sens actuel et n’était employé que très rarement pour désigner certaines injonctions contenues dans le Coran.
À la fin du VIIIe siècle et au IXe siècle, les rationalistes qui ont développé le mutazilisme opposent la raison à la tradition (charia). Ils ont donc considéré que la théologie et les principes moraux pouvaient être questionnés par la raison humaine. Les musulmans orthodoxes de cette époque s’opposèrent à cette position et s’efforcèrent de renforcer le pouvoir et la volonté de Dieu par opposition aux mutazilites. Cette opposition a conduit l’orthodoxie musulmane à rejeter explicitement la raison humaine selon l'interprétation de Rahman.
Le mouvement acharite, qui émerge au Xe siècle, tente de faire la synthèse de ces deux positions. La distinction faite va permettre de distinguer la théologie, qui sera dorénavant appelée « principes de la religion » (usul al-din), et les principes moraux et légaux, désormais connus sous le nom de charia.
C’est à cette époque formative de l’islam qu’apparaissent des divisions sur le sens à donner à la loi islamique. Chez les sunnites, l’ijmâ' (consensus) qui a été déclaré final au Xe siècle aurait comme motivation, selon Rahman, la volonté d’assurer la permanence et la stabilité de l’islam alors qu’il était en formation et que la religion à cette époque était en proie à des conflits internes et des attaques extérieures.
C’est Ibn Taymiyyah (1263-1328/661-728) qui proposera la vision des traditionalistes (il est associé au madhhab hanbalite). Sa position cherche à reformuler le concept de charia et à exhorter les valeurs religieuses. Il soutient donc la position que la charia est un concept complet qui inclut la vérité spirituelle des soufis (haqiqa), la vérité rationnelle (aql)) des philosophes et des théologiens, et la loi. La charia devient donc, pour les traditionalistes, ce qui rend la loi possible et juste, et qui intègre les aspects spirituels et légaux dans un seul tout religieux. L’influence de Ibn Taymiya est restée restreinte à ses seuls disciples et n’a pas fait émerger de mouvement massif. Sa manifestation la plus visible sera le mouvement wahhabite apparu au XVIIIe siècle en Arabie saoudite.